# Wolfgang Heinker
Wolfgang Heinker ist ein ehemaliger deutscher Basketballnationalspieler. Er wurde als Spieler und Trainer deutscher Meister.

## Laufbahn
1948, also ein Jahr der Gründung einer Basketballabteilung beim Turnerbund Heidelberg, wurde Heinker als Spieler mit dem TBH deutscher Meister. 1951 und 1952 wurde dieser Triumph wiederholt, wobei Heinker in der Saison 1951/52 als Spielertrainer agierte. Zudem führte er im selben Jahr die Damenmannschaft des Turnerbunds zur Deutschen Meisterschaft.
1951 nahm Heinker als Spieler mit der deutschen Nationalmannschaft an der Europameisterschaft in Paris teil und war mit einem Punkteschnitt von 9,8 bester Korbschütze der Deutschen bei diesem Turnier. 1953 nahm er als Teil einer gesamtdeutschen Mannschaft an der Europameisterschaft in Moskau teil.
Die Damen des TV 46 Heidelberg führte er Ende der 50er Jahre als Trainer mehrmals zum Gewinn der deutschen Meisterschaft. Später trainierte er die Damen des Heidelberger SC, die unter seiner Leitung 1973 den Titel holten. Er war auch Bundestrainer der deutschen Damen-Nationalmannschaft.
Für seine sportlichen Leistungen wurde ihm das Silberne Lorbeerblatt am 15. April 1951 verliehen.